# Egyiptom az 1956. évi nyári olimpiai játékokon
Egyiptom az ausztráliai Melbourne-ben és a svédországi Stockholmban megrendezett 1956. évi nyári olimpiai játékok egyik részt vevő nemzete volt. Az országot az olimpián 1 sportágban 3 sportoló képviselte, akik érmet nem szereztek.
Egyiptom hivatalosan bojkottálta az 1956. évi nyári olimpiát a szuezi válság miatt, amely nem sokkal az olimpia előtt tört ki, és amelyben két másik résztvevő nemzet, Nagy-Britannia és Franciaország is érintett volt. A lovas versenyszámokat azonban öt hónappal a játékok hivatalos időtartama előtt rendezték Stockholmban, így ott részt vett három egyiptomi lovas.

## Lovaglás
megjegyzés: A lovas versenyszámokat a svédországi Stockholmban rendezték meg a szigorú ausztrál állat-egészségügyi szabályok miatt.
Díjugratás
| Versenyző                                             | Ló                           | Versenyszám | 1. forduló | 1. forduló | 2. forduló    | 2. forduló    | Összesen    | Összesen    |
| Versenyző                                             | Ló                           | Versenyszám | Pont       | Hely.      | Pont          | Hely.         | Pont        | Helyezés    |
| ----------------------------------------------------- | ---------------------------- | ----------- | ---------- | ---------- | ------------- | ------------- | ----------- | ----------- |
| Omar El-Hadary                                        | Auer                         | Egyéni      | 88,50      | 48.        | nem ért célba | nem ért célba | helyezetlen | helyezetlen |
| Gamal El-Din Haress                                   | Nefertiti II                 | Egyéni      | 20,00      | =20.       | 20,00         | =21.          | 40,00       | =21.        |
| Mohamed Selim Zaki                                    | Inch'Allah                   | Egyéni      | 16,00      | =12.       | 4,00          | =5.           | 20,00       | 9.          |
| Omar El-Hadary Gamal El-Din Haress Mohamed Selim Zaki | Auer Nefertiti II Inch'Allah | Csapat      | 124,50     | 12.        | nem ért célba | nem ért célba | helyezetlen | helyezetlen |